# Seminararbeit
Eine Seminararbeit ist eine meist schriftliche Studienarbeit, die im Rahmen eines wissenschaftlichen Hochschulstudiums oder Seminars an höheren Schulen eine (Teil-)Prüfungsleistung darstellt.

## Seminararbeiten an Hochschulen
Die Thematik entstammt im Regelfall einem an der Hochschule abgehaltenen Seminar, kann aber auch die Ausarbeitung einer Feldübung oder ähnlichem sein. Ihr Umfang variiert je nach Studiengang und Art der Veranstaltung und lässt sich in der Regel in der Prüfungsordnung nachlesen; in der Regel hat eine Seminararbeit zwischen etwa 10 und 30 Seiten im DIN-A4-Format. Viele Universitäten geben statt einer Seitenzahl die Anzahl der erforderlichen Wörter oder Zeichen an.
Die Seminararbeit ist als wissenschaftliche Arbeit vor allem eine Übung für das Erlernen der Techniken und Anforderungen, die für die Anfertigung einer Examens- oder Diplomarbeit erforderlich sind. Da bei Seminararbeiten relativ geringe Erfahrung ihrer Verfasser anzunehmen ist, sind sie im Allgemeinen nicht oder nur begrenzt zitierfähig. Deshalb verbietet es sich, Hausarbeiten von Online-Anbietern zu zitieren. Dies gilt – unabhängig von der Qualität ihres Inhalts – auch bei öffentlicher oder Internet-Zugänglichkeit, insbesondere im rechtswissenschaftlichen Bereich.
Bei der Anfertigung einer Seminararbeit muss – wie bei jeder anderen wissenschaftlichen Arbeit auch – streng auf eine logische Gliederung, saubere und ehrliche Recherche, schlüssige Gedankengänge und Formulierungen sowie konsistente Zitation und korrekte Zitate und Entlehnungen geachtet werden. In Seminararbeiten findet sich ein wissenschaftlicher Stil, der sich durch Sachlichkeit und Klarheit auszeichnet.
Eine Seminararbeit wird (anders als eine Hausarbeit) entweder während der Vorlesungszeit parallel zu einem Seminar angefertigt oder ist eine umfassende Ausarbeitung eines Referats, das im Rahmen eines Seminars gehalten wurde. In manchen Seminaren ist es möglich, eine Gruppenarbeit zu verfassen. Dabei muss in der Regel kenntlich gemacht werden, wer für welchen Teil verantwortlich ist.

## Sonderregelungen für Gymnasien
An bayerischen Gymnasien müssen Schüler der Oberstufe im Rahmen eines wissenschaftlich-propädeutischen Seminars (W-Seminar) eine ungefähr zehnseitige Seminararbeit anfertigen. Diese ist eine Zulassungsvoraussetzung zur Abiturprüfung. Wird die Arbeit oder deren Präsentation mit ungenügend bewertet, kann das Abitur nicht absolviert werden.

## Sonderregelungen für Oberschulen
An bayerischen Berufsoberschulen und Fachoberschulen müssen Schüler beim Wechsel von der 12. in die 13. Klasse ebenfalls eine „vorwissenschaftliche“ Arbeit erstellen, die als Seminararbeit bezeichnet wird. Diese Bezeichnung rührt daher, dass diese Arbeit im Regelfall in der sogenannten Seminarphase am Ende der 12. Klasse erstellt wird.
In einigen deutschen Bundesländern (z. B. Bayern) muss im Rahmen des wissenschaftspropädeutischen Seminars eine Seminararbeit angefertigt werden.
In Österreich konnte bis zum Schuljahr 2014/15 an allgemeinbildenden höheren Schulen als Vorprüfung zur Matura eine Fachbereichsarbeit geschrieben werden, die eine schriftliche Klausurarbeit ersetzt und in Umfang und Wissenschaftlichkeit etwa einer Seminararbeit entsprechen sollte.